# 王虹霓
王虹霓（1982年—），山东济南人，中国女子铁人三项运动员。她曾获得2006年亚洲运动会铁人三项比赛女子个人金牌。2007年因药检同化性雄性类固醇呈阳性而被禁赛2年。